# Koxpinîg
Koxpinîg (en turc: Ballıdut) és un poble del districte de Pêrtag, província de Tunceli, Turquia. El poble està poblat per kurds de la tribu Xakak i tenia 38 l'any 2021, en comparació amb els 170 que tenia el 1985.